# 吉庇路
吉庇路是位于中国福建省福州市鼓楼区的一条街道，原为吉庇巷，是三坊七巷之一，现为马路。
吉庇路为东西走向，东接八一七中路，西连南后街，位于三坊七巷最南端，北与宫巷平行，全长330米。宋以前称“魁铺里”，宋以后，又有“橘皮巷”、“急避巷”等名，最后衍变为“吉庇巷”。今已拓宽为马路，古建筑大多不存。